# Степной (Новосельское сельское поселение)
Степно́й — посёлок в Новокубанском районе Краснодарского края.
Входит в состав Новосельского сельского поселения.

## Население
| 2002 | 2010 |
| ---- | ---- |
| 27   | ↘8   |